# Катастрофа Ан-24 под Бугульмой
Катастрофа Ан-24 под Бугульмой — авиационная катастрофа, произошедшая ранним воскресным утром 2 марта 1986 года в окрестностях Бугульмы. Авиалайнер Ан-24Б Быковского ОАО предприятия «Аэрофлот» завершал регулярный внутренний рейс Ф-77 по маршруту Москва — Чебоксары — Бугульма, но при заходе на посадку в аэропорту Бугульмы у лайнера отказал двигатель №1, после чего лайнер опрокинулся на левое крыло, потерял скорость и перешёл в сваливание и рухнул в лес недалеко от села Старое Сумароково в 8 км от аэропорта Бугульмы, полностью разрушившись. Погибли все 38 человек на борту — 34 пассажира и 4 члена экипажа.

## Самолёт
Ан-24Б с бортовым номером СССР-46423 (заводской — 87304108) был выпущен заводом Антонова 20 февраля 1968 года. Всего на момент катастрофы 18-летний авиалайнер имел в общей сложности 31 570 часов налёта и 23 765 посадок.

## Экипаж
Состав экипажа рейса Ф-77 был из 61-го лëтного отряда Быковского ОАО, в состав которого входили 4 человек:
- Командир воздушного судна (КВС) — Владимир Алексеевич Пастухов;
- Второй пилот — Александр Сергеевич Чепрасов;
- Бортмеханик — Алексей Борисович Штейн;

В салоне авиалайнера работала стюардесса Нина Анатольевна Баскакова. 

## Хронология событий

### Предшествующие обстоятельства
Ночью 2 марта 1986 года, в 02:02 МСК рейс Ф-77 с 34 пассажирами и 4 членами экипажа вылетел из Чебоксарского аэропорта, а рейс выполнял Ан-24Б борт СССР-46423, летящий из Москвы в Бугульму с промежуточной посадкой в Чебоксарах. Набрав высоту, лайнер занял эшелон полёта 4500 метров. Всего на его борту находились 38 человек: 34 пассажира (32 взрослых и 2 ребёнка) и 4 членов экипажа.
Согласно имеющемуся у экипажа прогнозу погоды, в Бугульме ожидалась сплошная облачность высотой 120 метров и верхней границей 3000 метров, ветер юго-восточный свежий (160° 5 м/с), сильный снегопад, дымка, видимость 1500 метров. Также временами ожидался туман, при этом горизонтальная видимость снижалась до 800 метров. а вертикальная — до 80. Фактическая погода в Бугульме почти соответствовала прогнозу, причём видимость была даже 4000 метров — в два с лишним раза выше ожидаемой. Такая погода соответствовала метеорологическому минимуму командира экипажа.

### Заход на посадку
На подходе к Бугульме, в 02:54 МСК (52-я минута полёта) экипаж после получения разрешения диспетчера отключил автопилот и приступил к снижению до высоты круга — 400 метров, которую занял в 20 километрах от аэропорта Бугульмы. По указанию диспетчера заход на посадку выполнялся правым доворотом по ОСП с посадочным курсом 192°. В 16 километрах от торца ВПП экипаж выполнил четвёртый разворот и вышел на предпосадочную прямую. Без отклонений от РЛЭ были выпущены шасси и закрылки на 15°. Скорость полёта при этом составляла 230 км/ч, а режим двигателей поначалу был установлен на 28—30° по УПРТ. На 63-й минуте полёта в 03:04 МСК экипаж в соответствии с РЛЭ довыпустил закрылки в посадочное положение (38°), а так как при этом увеличилось аэродинамическое сопротивление, то, с целью сохранения скорости полёта, режим двигателей был повышен до 40° по УПРТ.

### Катастрофа

#### Отказ двигателя
Но спустя секунду с момента увеличения режима, при скорости 225 км/ч самопроизвольно сработала система автоматического флюгирования левого двигателя, которая зафлюгировала левый воздушный винт. Возникла несимметричность тяги, из-за чего появился разворачивающий правый момент и самолёт начал быстро входить в левый крен, который через 5 секунд достиг 20°, а также уклоняться влево. Экипаж почти сразу заметил отказ левой силовой установки и попытался парировать появившийся левый крен отклонением элеронов на 19° на создание правого крена, а также стал с силой давить на правую педаль, с целью повернуть вправо руль направления. Но давя на правую педаль, пилоты лишь компенсировали руль направления от самопроизвольного ухода влево, так как самолёт начал входить в скольжение на левое крыло. Прилагаемые на педаль усилия в 15 килограмм только удерживали руль направления в нейтральном положении, но это не парировало возникший разворачивающий момент. Однако за счёт отклонения элеронов экипажу удалось уменьшить левый крен до 9°.

#### Катастрофа
Из-за появившегося высокого угла скольжения скорость начала падать, поэтому пилоты отклонили штурвалы от себя, несколько направив нос вниз и надеясь таким образом увеличить скорость. Однако эта мера не помогала, поэтому экипаж перевёл оставшийся рабочий правый двигатель во взлётный режим, забыв при этом, что, согласно РЛЭ, предварительно стоило вывести самолёт из левого крена и ввести в правый. В результате левый крен начал только увеличиваться, достигнув значения более 50°, при этом также начали расти углы скольжения и кабрирования. Аэродинамическое сопротивление возросло в полтора раза, поэтому скорость начала падать. Экипаж попытался устранить крен полным отклонением элеронов и руля направления, но эти меры уже были запоздалыми. К этому моменту авиалайнер летел со скоростью 155 км/ч с углом скольжения 18—21° и отклонившись от посадочного курса на 50° (до 142°).
На скорости 140 км/ч Ан-24 перешёл в сваливание, а его крен быстро достиг 110°. Спустя 25 секунд с момента отключения левого двигателя, с приподнятым вверх носом под углом 40° и с левым креном 3° летящий по курсу 15° самолёт с поступательной скоростью 320 км/ч и с вертикальной 40 м/с врезался в землю в 8 километрах от торца ВПП по азимуту 15° (500 метров от оси ВПП). От удара авиалайнер полностью разрушился, а обломки разбросало по площади 136 на 40 метров, пожара при этом не возникло. Все 38 человек на борту погибли.

## Причины
Согласно данным с бортового самописца, когда в 03:04 после довыпуска закрылков экипаж увеличил режим двигателей, включился флюгер-насос левого двигателя, что и привело к флюгированию левой силовой установки. Таким образом, выключение двигателя и флюгирование воздушного винта произошло не из-за отказа двигателя, а из-за подачи электрического сигнала, при этом обратной тяги в полёте не было.
По данным комиссии, этот электрический сигнал возник вследствие неисправности датчика автоматического флюгирования ДАФ-24 левого двигателя, так как в микровыключателе КВ-9-1 из-за износа его упора и контактной пружины замкнулись электрические контакты. Микровыключатель КВ-9-1 в реальных условиях эксплуатации в составе ДАФ-24 недостаточно надёжен к вибронагрузкам и ранее в период с 1981 по 1985 годы произошло целых 22 случая таких отказов. Непосредственно на разбившемся Ан-24 CCCP-46423 также раньше были два случая автоматического флюгирования воздушного винта, и оба на левом двигателе: 28 января 1985 года в горизонтальном полёте на высоте 6000 метров и 21 февраля 1986 года (за 9 дней до катастрофы) на земле при подготовке к взлёту. Непосредственно в последнем случае причину не выявили и не устранили. При периодическом контроле состояния ДАФ-24, проводимом каждые 300±30 часов, выявить все случаи износа микровыключателя КВ-9-1 просто невозможно, причём отказы не были полностью устранены даже после внедрения промышленностью специальных мероприятий.
Что до действий экипажа, то результаты моделирования ситуации показали, что если в течение первых восьми секунд с момента начала развития аварийной ситуации (остановка двигателя) вмешаться в управление путевым каналом и парировать момент рыскания отклонением руля направления на 10°, а элероны отклонить на половину полного хода, то самолёт входил в правый крен и выдерживал прямолинейный полёт на заданной траектории снижения. При этом указанные в РЛЭ рекомендации по действиям экипажа при отказе двигателя на предпосадочном планировании были правильными.
Таким образом, на основании результатов расследования были сделаны следующие выводы:
1. Самопроизвольное выключение левого двигателя с вводом лопастей воздушного винта во флюгерное положение произошло из-за отказа датчика автоматического флюгирования ДАФ-24 вследствие износа деталей микровыключателя КВ-9-1. Дефект конструктивный.
2. Выход самолёта на большие углы скольжения и сваливание обусловлены следующими ошибочными действиями экипажа:
  1. неотклонением руля направления на парирование рыскания после отказа двигателя и недостаточное отклонение руля направления после выдачи правому двигателю взлётного режима без предварительного создания крена на работающий двигатель;
  2. некоординированным парированием разворачивающего момента после отказа двигателя (только элеронами);
  3. недостаточным отклонением штурвала от себя для парирования кабрирующего момента от скольжения, что привело к потере скорости.
3. Экипаж располагал возможностью своевременного отклонения руля направления (как по усилиям, так и по времени) для парирования разворота после отказа двигателя и обеспечения вывода самолёта из крена и скольжения и восстановления исходной скорости и направления полета.
4. Характеристики устойчивости и управляемости самолёта после отказа двигателя обеспечивали вывод самолёта из крена и скольжения и восстановление исходной скорости полёта.

Заключение: ночью, в облаках, на траектории предпосадочного снижения с полностью выпущенными закрылками и шасси произошло самопроизвольное флюгирование воздушного винта и выключение двигателя левой силовой установки. В данной обстановке экипаж допустил ошибки в технике пилотирования, что привело к потере скорости и сваливанию самолёта с его последующим столкновением с земной поверхностью.
— 